# Pleurodema
Pleurodema é um gênero de anfíbios da família Leptodactylidae.
As seguintes espécies são reconhecidas:
- Pleurodema alium Maciel & Nunes, 2010
- Pleurodema bibroni Tschudi, 1838
- Pleurodema borellii (Peracca, 1895)
- Pleurodema brachyops (Cope, 1869)
- Pleurodema bufoninum Bell, 1843
- Pleurodema cinereum Cope, 1878
- Pleurodema cordobae Valetti, Salas & Martino, 2009
- Pleurodema diplolister (Peters, 1870)
- Pleurodema fuscomaculatum (Steindachner, 1864)
- Pleurodema guayapae Barrio, 1964
- Pleurodema kriegi (Müller, 1926)
- Pleurodema marmoratum (Duméril & Bibron, 1840)
- Pleurodema nebulosum (Burmeister, 1861)
- Pleurodema thaul (Lesson, 1826)
- Pleurodema tucumanum Parker, 1927